# Rodolpho Granato
 Rodolpho Pfaff Granato  (Resende, 25 de abril de 1985) é um ex-voleibolista indoor brasileiro , atuante na posição de Central , que defendeu clubes nacionais e também fora do Brasil ; também  desde as categoria de base é convocado para Seleção Brasileira conquistando títulos em todas elas: foi medalhista de ouro nos Campeonato Sul-Americano  Infantojuvenil  de 2002 e no Campeonato Sul-Americano Juvenil de 2004, ambos no Chile e medalhista de prata no Campeonato Mundial Juvenil  de 2005 na Índia.

## Carreira
Os primeiros passos no voleibol começou em sua cidade natal no ano de 1996, época que foi treinado por José Jorge Jovino.Em 2001,  Fernando Keller  o leva para participar das tradicionais peneiras realizadas pelo  Esporte Clube Banespa, entre  cinco mil candidatos , foi um dos selecionados.Esteve presente na Seleção Brasileira, representando-a na da categoria de base, quando disputou o Campeonato Sul-Americano Infanto-Juvenil de 2002 realizado em Santiago-Chile e marcou sua estreia em competições internacionais e seu primeiro título deste porte.
Pelo Banespa/Mastercard conquistou seu primeiro título da Superliga Brasileira A, ocorrido na jornada 2004-05, época que estava na reserva da equipe.Ele subiu de categoria na Seleção Brasileira e recebeu convocação para disputar o  Campeonato Sul-Americano Juvenil em 2004, quando foi ouro novamente em Santiago-Chile, qualificando o Brasil para o Campeonato Mundial desta categoria no ano seguinte na Vishakhapatnam-Índia.Também foi convocado pelo técnico Marcos Lerbach  novamente na categoria juvenil da seleção e sagrou-se medalhista de prata no referido Campeonato Mundial Juvenil em 2005, perdendo para Seleção Russa, vestindo a camisa#2 apareceu nas estatísticas da competição como quadragésimo nono maior pontuador, realizando 29 pontos no total, destes 20 foram de ataques, 9 de bloqueios e 1 proveniente de saque,também foi quinquagésimo terceiro no fundamento de saque, foi o  quadragésimo melhor defensor e terminando nas estatísticas na vigésima segunda posição entre os melhores bloqueadores.
Logo após a conquista da prata no Mundial Juvenil na Índia foi contratado pelo Bento Vôlei reforçando a equipe para a Superliga Brasileira A  2005-06,  edição na qual terminou na quinta colocação e nesta edição ficou marcado com sua primeira superliga disputada.Rodolpho se transferiu para equipe São Caetano/Tamoyo/Detur pela qual terminou apenas na décima segunda colocação da Superliga Brasileira A 2006-07.
Na temporada 2007-08  foi contratado pelo Sada/Betim e por este alcançou o terceiro lugar na Copa Brasil  de 2007 e disputou a Copa Mercosul , primeira competição da história do clube  e após perder na semifinal para o DirecTV/Bolívar nas semifinais, sofreu nova derrota para La Unión Formosa e termina na quarta posição.
Ainda em 2007 conquistou por esta equipe o título da Copa Bento Gonçalves, e  na edição 2007 do Campeonato Mineiro chegou  as semifinais, mas terminou na terceira colocação.Na edição 2007-08 da Superliga Brasileira A figurou entre os melhores bloqueadores  na competição e nesta competição atuando pelo Sada/Betim terminou na quinta posição.
Em 2008 foi campeão do Campeonato Mineiro e conquistou o bicampeonato da Copa Bento neste mesmo ano, no mesmo ano disputou o V World Challenge Club, equivalente ao Mundial de Interclubes, e terminou na quarta posição.Renovou para temporada 2008-09 com o Sada e chegou as semifinais, mas terminou com a terceira colocação da Superliga, o melhor resultado deste clube até então.
Na temporada 2009-10 defendeu o Ulbra/São Caetano  na referente Superliga Brasileira A  terminando na nona posição.Para as competições de 2010-11 foi contratado pela equipe do Volta Redonda  conquistando o título do Campeonato Carioca de 2010 e  da Liga Nacional neste mesmo ano, representando  Niterói com  a alcunha  Bravo/Funcab/Niterói que terminou na décima primeira posição ficando fora da fases seguintes da Superliga Brasileira A correspondente.
Pela primeira atua fora do Brasil no período esportivo 2011-12, quando transferiu-se para o time PLN Jakarta Electric da Indonésia e terminou no quarto lugar na BSI Voli Proliga 2011.Rodolpho no início de 2012 chegou a pensar em parar de jogar devido aos problemas do voleibol brasileiro que o desestimulou ficando três meses sem jogar e a equipe São José Vôlei /São José dos Campos apostou em sua contratação contribuindo para sua equipe avançar as semifinais  da  Superliga Brasileira B 2013 e foi terceiro colocado no Campeonato Paulista de 2013, mesmo resultado obtido na mencionada Superliga Brasileira B.
Ainda em 2013 foi  vice-campeão dos Jogos Abertos do Interior em Mogi das Cruzes, quando a equipe sofreu um revés na partida final.Na condição de capitão disputou e conduziu o São José Vôlei a final da  Superliga Brasileira B 2014, numa campanha histórica e também sua primeira final nacional alcançando o título e a qualificação a Superliga Brasileira A 2014-15.
Permaneceu no mesmo clube para temporada 2014-15, e disputou a correspondente Superliga Brasileira A até início do segundo turno, quando o time listava na vice-lanterna da competição, e após contratação do técnico Alexandre Rivetti:Rodolpho,o levantador Edvaldo e o oposto Jean foram notificados no dia 23 de janeiro de 2015 da decisão da Diretoria do clube que alegou falta de verba, e causando revolta destes jogadores que após a chegada o técnico eles estavam sendo escalados no banco e questionaram poderiam ser cobrados sem está relacionados para jogo e também por não considerá-los, pois, participaram do acesso a Superliga Brasileira A e trabalharam em condições limitadas: alojamentos apertados, quadras improprias para prática da modalidade.

## Títulos e resultados
- World Challenge Club:2008[25]
- Superliga Brasileira A:2004-05[1][12]
- Superliga Brasileira A:2008-09[27]
- Superliga Brasileira B:2014[41]
- Superliga Brasileira B:2013[39]
- Liga Nacional:2010[31]
- BSI Voli Proliga:2011[34]
- Copa Mercosul;2007[16]
- Copa Bento:2007[17] e 2008[23]
- Copa Brasil:2007[14]
- Jogos Abertos do Interior de São Paulo:2013[40]
- Campeonato Mineiro:2008[20]
- Campeonato Mineiro:2007[19]
- Campeonato Paulista:2013[38]
- Campeonato Carioca:2010[30]

## Premiações individuais
- 6º Melhor Bloqueador da  Superliga Brasileira A  de 2007-08[20]